# رباط وتدي فكي
الرباط الوتدي الفكي (بالإنجليزية: Sphenomandibular ligament)‏ هو رابط نحيل ورقيق يلامس إلى أعلى شوكة الزاوية من عظمة الوتد.
وظيفته تكمن في الحد من انتفاخ الفك السفلي إلى الأسفل.
يكون الرباط مرتخيا عندما يكون المفصل الصدغي الفكي في موقع قريب. ويكون مشدود عندما تكون اللقمة من الفك السفلي أمام الرباط الصدغي.

## الحدود والكيانات المجاورة
- وحشيا (جانبيا): يمر العصب  الجناحي الوحشي والعصب الأذني الصدغي.
- إنسيا (إلى الوسط): عصب الحبل الطبلي
- تحتي إنسي: العصب الجناحي الإنسي

الرباط مشتق من غضاريف ميكل.